# Roberto Guadalupe Martínez
Roberto Guadalupe Martinez (San Miguel, 21 februari 1973) is een Salvadoraans voetballer, die als verdediger speelt.
Martinez speelde tussen 2000 en 2004 voor de Salvadoraanse voetbalclub Aguila San Miguel en in seizoen 2004/2005 voor Once Municipal Ahuachapán. Tussen 1993 en 2000 speelde Martinez voor de nationale ploeg van El Salvador.
Martinez stopte in 2005 als voetballer.